# شل اریک اسپمارک
شل اریک اسپمارک (سوئدی: Kjell Espmark؛ زادهٔ ۱۹ فوریهٔ ۱۹۳۰) نویسنده اهل سوئد است. او در شهرستان یمتلاند عضو انجمن کلیسای محلی استرومسوند است. شل یک نویسنده ادبی، استاد دانشگاه استکهلم در سالهای ۱۹۷۸–۱۹۹۵ بود.

## فعالیت‌ها
وی در سال ۱۹۹۵ به عنوان عضو آکادمی سوئد برگزیده شد. شل از ۶ آوریل ۲۰۱۸ دیگر در برنامه‌های این آکادمی شرکت نمی‌کند. او در ۵ مارس۱۹۸۱ به عنوان جانشین الیاس محقق زبان انگلیسی در آکادمی سوئد انتخاب شد و کرسی ۱۶ را به خود اختصاص داد و در ۲۰ دسامبر ۱۹۸۱ کار خود را آغاز کرد.

## نویسندگی
شل اسپمارک کار نویسندگی را از ۱۹۵۶ آغاز کرد، مجموعه آثار او شامل تعداد زیادی مجموعه‌های شعر، رمان و مقاله است. او جزوه و مقالاتی دربارهٔ هاری مارتینسون و توماس ترانسترومر نوشته‌است، پایان‌نامه دکترا در اشعار آرتور لوندکوئیست همچنین کتاب تاریخ جامعی دربارهٔ جایزه نوبل در ادبیات نوشته‌است. اسپمارک به عنوان یک شاعر در سال ۱۹۵۶ با مجموعه شعر قتل بنیامین یکی از تأثیرگذارترین آثار خود را ارائه کرد. اشعار او یک نوع روایت شاعرانه است که در قالب من بیان می‌شود. اسپمارک با مجموعه شعر میکرو کوسموس (۱۹۶۱) به موفقیت کمی دست یافت، با اینحال عمده تحقیقات خود را در دهه ۱۹۶۰ متمرکز تحقیق در ادبیات و مطالعات دقیق دربارهٔ نوشته‌های اولیه آرتور لوندکوئیست و هاری مارتینسون کرد. از دهه ۱۹۷۰، نوشته‌های اسپمارک بیشتر تم اجتماعی و سیاسی پیدا کرد و در اواخر دهه ۱۹۸۰ شروع به انتشار رمان نمود. در کنار رمان زمان فراموشی (۱۹۸۷–۱۹۹۷)، او در هفت رمان کوتاه شخصیت طبقات مختلف اجتماعی را توصیف می‌کند. این رمانها به عنوان «مجموعه رمان کارتونی در تاریک‌ترین رنگهای متصور و بدون همانندی در زمان ما» توصیف شده‌اند.
آثار اسپمارک در طول نویسندگی اش بسیار پربار بوده‌است و مجموعه شعرهای متعدد، کتاب‌های نثر و مجموعه مقالات زیادی منتشر کرده‌است. کهکشان (۲۰۰۷) به عنوان نقطه اوج اشعار او به‌شمار می‌رود. شل در ۲۰۱۰ تنها لازم است را منتشر کرد. آثار او از ۱۹۵۶–۲۰۰۹. شامل اشعار، همان سال دفترچه یادداشت و خاطرات دروغ می‌گویند را منتشر کرد.

## خانواده
والدین شل اسپمارک دندانپزشک بودند و پدرش، اریک اسپمارک اهل روستای اسپنس بود. مادرش مارگیت کریستنسن نام داشت.
شل از سال ۱۹۵۹با آننا ژاسپمارک (شوگرن) (۱۹۳۸–۲۰۰۰)، ازدواج نمود، همسرش آننا در سال ۲۰۰۰ فوت کرد. آننا دختر آلف شوگرن و کریستین اوسبورن، بود و شل بعد از۲۰۰۹ با مونیکا لاوریتسن (متولد سال ۱۹۳۸) ازدواج نمود. شل در اولین ازدواجش صاحب کاترینا اسپمارک (متولد سال ۱۹۶۵)، وکیل و اریک اسپمارک (متولد سال ۱۹۶۸) طراح شد.